# Postbiotyk
Postbiotyk – związki uwalniane ze składników żywności lub składników mikroorganizmów, które podawane w odpowiednich ilościach promują zdrowie i dobre samopoczucie gospodarza; metabolity szczepów probiotycznych.
Postbiotyki stymulują mikrobiom jelitowy i zawierają cząsteczki sygnałowe, które wykazują działanie przeciwzapalne i immunomodulujące, przeciwhipertensyjne, antyproliferacyjne, przeciwutleniające i przeciwhipercholesterolemiczne.
Procesem, który wyzwala powstawanie postbiotyków jest m.in. fermentacja, a także procesy obróbki cieplnej i enzymatycznej, ekstrakcji rozpuszczalnikiem i sonikacji.
Pojęcie postbiotyku pojawia się w piśmiennictwie od ok. 2010 r., natomiast pojęcie paraprobiotyki pojawiało się już w 1986 r. Termin postbiotyk powstał w celu odróżnienia żywych komórek bakterii (probiotyków) od bioaktywnego produktu, zawierającego martwe mikroorganizmy i ich metabolity.